# 三つの宝
『三つの宝』（みっつのたから）は、芥川龍之介の戯曲。3部からなる短編。
1922年、『良婦之友』2月号に掲載された。

## あらすじ
三人の盗人が、古ぼけたマントや剣や長靴を懸命に取り合っているところに王子が通りがかり、自分の身に着けている高価なそれらと交換する。しかし、これは盗人たちが企んだ芝居であった。飲み屋で彼は、長靴で飛ぼうとするが飛べずに、客たちから笑われる。同時に、姫が黒人の王に無理やり嫁がされようとしている噂を耳にし、助けに行く。姫に会い、黒人王にも会う。王と戦うために、盗人に買わされた残りの二つの宝を試すものの、やっぱり偽物だった。そして、事態は思わぬ方向に……。